# Take This Ring
A Take This Ring Toni Braxton amerikai énekesnő harmadik kislemeze ötödik, Libra című stúdióalbumáról. Ahogy a Libra album többi kislemezét, a promóció hiánya a Take This Ringet is megakadályozta abban, hogy nagyobb sikert érjen el a slágerlistákon. A dal felhasználja a The Meters 1969-es Here Comes the Meter Man című számának egy részletét.
A dal nem jelent meg kislemezen kereskedelmi forgalomban, csak letöltésként, és videóklip sem készült hozzá. A Billboard Hot 100 slágerlistára nem került fel. A rádiós játszásoknak köszönhetően a Bubbling Under R&B/Hip-Hop Singles lista 23. helyén nyitott 2005 novemberében, és három hónappal később ezen a listán a 12. lett a legmagasabb helyezése, de a fő Hot R&B/Hip-Hop Songs listára nem került fel.

## Helyezések
| Slágerlista (2005)                               | Legmagasabb helyezés |
| ------------------------------------------------ | -------------------- |
| Japán J-Wave Tokio Hot 100                       | 78                   |
| Slágerlista (2006)                               | Legmagasabb helyezés |
| USA Billboard Bubbling Under R&B/Hip-Hop Singles | 12                   |